# Liste der Komponisten/R

## Ra
- Dick Raaijmakers (1930–2013)
- Jaan Rääts (1932–2020)
- Pedro Rabassa (1683–1767)
- Henri Rabaud (1873–1949)
- Walter Rabl (1873–1940)
- Edgar Rabsch (1892–1964)
- Edgar Rabsch (1928–1990)
- Sergei Rachmaninow (1873–1943)
- Friedrich Christian Rackemann (1735–1800)
- Balthasar Racquet (um 1575–1630)
- Charles Racquet (um 1598–1664)
- Nicolas Racot de Grandval (1676–1753)
- Michael Radanovics (* 1958)
- Martin Radeck (* um 1623; † 1684)
- Friedrich Radermacher (1924–2020)
- Felice Radicati (1775–1823)
- Éliane Radigue (* 1932)
- Wenzel Ludwig von Radolt (1667–1716)
- Mikołaj Radomski (um 1400– nach 1450)
- Jean-Théodore Radoux (1835–1911)
- Horațiu Rădulescu (1942–2008)
- Michael Radulescu (1943–2023)
- Godfried-Willem Raes (* 1952)
- Joachim Raff (1822–1882)
- Antonio Raffelin (1796–1882)
- Angelo Ragazzi (1680–1750)
- Dieudonné Raick (1703–1764)
- Ignazio Raimondi (1735–1813)
- Pietro Raimondi  (1786–1853)
- André Raison (* um 1640–1719)
- Väinö Raitio (1891–1945)
- Alexandar Iwanow Raitschew (1922–2003)
- Nikolai Rakow (1908–1990)
- Jean-Philippe Rameau (1683–1764)
- Ariel Ramírez (1921–2010)
- Benjamin Ludwig Ramhaufski (um 1631–1694)
- Domenico Rampini (1768–1816)
- Giacomo Rampini (um 1680–1760)
- Ture Rangström (1884–1947)
- György Ránki (1907–1992)
- Sulho Ranta (1901–1960)
- Günter Raphael (1903–1960)
- Martin Raphun (1597–1626)
- Tim Raschke (* 1970)
- Víctor Rasgado (1959–2023)
- Sunleif Rasmussen (* 1961)
- Karol Rathaus (1895–1954)
- Valentin Rathgeber (1682–1750)
- Francesco Ratis ( –1676)
- Gawrila Andrejewitsch Ratschinski (1777–1843)
- Lorenzo Ratti (1590–1630)
- Georg Ratzinger (1924–2020)
- Johann Georg Rauch (1658–1710)
- Georg Wilhelm Rauchenecker (1844–1906)
- Einojuhani Rautavaara (1928–2016)
- Venanzio Rauzzini (1746–1810)
- Gennaro Rava († 1779)
- Oreste Ravanello (1871–1938)
- Carlo Ravasenga (1891–1964)
- Maurice Ravel (1875–1937)
- Thomas Ravenscroft (1590–1633)
- Jean-Henry Ravina (1818–1906)
- Alan Rawsthorne (1905–1971)
- Daniel Raymundi (~1558–1634)
- Carlo Alezio Razetti (um 1700–1764)
- Fausto Razzi (1932–2022)

## Re
- Benedetto Re (um 1580 – nach 1626)
- John Rea (* 1944)
- John Reading (um 1645–1692)
- Giovanni Reali (1681–1751)
- Jean-Ferry Rebel (1666–1747)
- François Rebel (1701–1775)
- John Reading (~1645–1692)
- Napoléon-Henri Reber (1807–1880)
- Wladimir Iwanowitsch Rebikow (1866–1920)
- Gustav Rebling (1821–1902)
- Herman Rechberger (* 1947)
- Siegfried Reda (1916–1968)
- Martin Christoph Redel (* 1947)
- Giovanni Nicola Redi (1685–1769)
- Tommaso Redi (um 1675–1738)
- Bernd Redmann (* 1965)
- Max Reger (1873–1916)
- Jacob Regnart (1540–1599)
- Hermann Regner (1928–2008)
- Giulio Regondi (1823–1872)
- Wolfram Rehfeldt (* 1945)
- Mathias Rehfeldt (* 1986)
- Steve Reich (* 1936)
- Anton Reicha (1770–1836)
- Joseph Reicha (1752–1795)
- Johann Friedrich Reichardt (1752–1814)
- Antonín Reichenauer (um 1694–1730)
- Aribert Reimann (1936–2024)
- Heinrich Reimann (1850–1906)
- Sisto Reina (um 1620 – nach 1664)
- Karl Reinberger (1933–2020)
- Johann Adam Reincken (1643–1722)
- Constantin Reindl (1738–1799)
- Carl Reinecke (1824–1910)
- Steven Reineke (* 1970)
- Karel Reiner (1910–1979)
- Otto Reinhold (1899–1965)
- Hubert Renotte (1704–1745)
- Carl Martin Reinthaler (1822–1896)
- Alfred Reisenauer (1863–1907)
- Carl Gottlieb Reißiger (1798–1859)
- Igor Rekhin (* 1941)
- Javier Rengifo (1884–1958)
- Ottorino Respighi (1879–1936)
- Julius Reubke (1834–1858)
- Eugène Reuchsel (1900–1988)
- Wilhelm Reuling (1802–1877)
- Esajas Reusner der Jüngere (1636–1679)
- Georg Reutter der Ältere (1656–1738)
- Georg Reutter der Jüngere (1708–1772)
- Hermann Reutter (1900–1985)
- Pierre Revel (1901–1984)
- Silvestre Revueltas (1899–1940)
- Cemal Reşid Rey (1904–1985)
- Jean-Baptiste Rey (1734–1810)
- Ernest Reyer (1823–1909)
- Ángel Reyes (1889 – nach 1941)
- Roger Reynolds (* 1934)
- Jakub Reys (Jakub Polak; um 1545 – um 1605)
- Ivan Rezác (1924–1977)
- Emil Nikolaus von Reznicek (1860–1945)

## Rh
- Josef Rheinberger (1839–1901)
- Christoph Rheineck (1748–1797)
- Rhené-Baton (1879–1940)
- Phillip Rhodes (* 1940)

## Ri
- Emilios Riadis (1880–1935)
- Giovanni Battista Riccio (1570–1630)
- Étienne Richard (* um 1621–1669)
- Balthazar Richard (* um 1600; † nach 1660)
- Charles Richard (1620–1652)
- François Richard (* um 1580; † 1650)
- Louis Richard (* um 1595; † um 1640)
- Louis Richard (fils) (* um 1604; † 1646)
- Pierre Richard (* um 1580; † 1630)
- Pierre Richard (* um 1595; † 1652)
- Jean Richafort (* um 1480; † 1547)
- Donato Ricchezza (* um 1650–1722)
- Jacob Richmann (* um 1680–1726)
- Ferdinand Tobias Richter (1651–1711)
- Franz Xaver Richter (1709–1789)
- Nico Richter (1915–1945)
- Pius Richter (1818–1893)
- Francesco Ricupero (im 18. Jahrhundert)
- Jaroslav Řídký (1897–1956)
- Alan Ridout (1934–1996)
- Johann Ernst Rieck (um 1630–1704)
- Fortunato Riedel (im 18. Jahrhundert)
- Ambros Rieder (1771–1855)
- Oskar Rieding (1846–1916)
- Friedrich Wilhelm Riedt (1710–1783)
- Rolf Riehm (* 1937)
- Rainer Riehn (1941–2015)
- Joseph Riepel (1709–1782)
- Ferdinand Ries (1784–1838)
- Michael Riessler (* 1957)
- Julius Rietz (1812–1877)
- Giovanni Antonio Rigatti (1615–1649)
- Henri-Joseph Rigel (1741–1799)
- Wolfgang Rihm (1952–2024)
- Vojtěch Říhovský (1871–1950)
- Terry Riley (* 1935)
- Nikolai Rimski-Korsakow (1844–1908)
- Rinaldo di Capua (um 1710–um 1770)
- Christian Heinrich Rinck (1770–1846)
- Rolf Urs Ringger (1935–2019)
- Johannes Ringk (1717–1778)
- Diana Ringo (* 1992)
- Alberto da Rippa (Albert de Ripe) (um 1500–1551)
- Johan S. Riphagen (* 1961)
- Salvatore Rispoli (~1745–1812)
- Giovanni Alberto Ristori (1692–1753)
- Christian Ritter (um 1645/1650–1725)
- Philipp Jacob Rittler (um 1637–1690)
- Theodor Ritter (1883–1950)
- Jean Rivier (1896–1987)

## Rj
- Pjotr Rjasanow (1899–1942)

## Ro
- André Robberechts (1797–1860)
- François Roberday (1624–1680)
- Pierre Robert (um 1620–1684)
- Leroy Robertson (1896–1971)
- Thomas Robinson (um 1560–1609?)
- Melchor Robledo (um 1510–1586)
- George Rochberg (1918–2005)
- Ludwig Rochlitzer (1880–1945)
- Paulus de Roda (Broda) (um 1480–~1494)
- Pierre Rode (1774–1830)
- Richard Rodgers (1902–1979)
- Dionysios Rodotheatos (1849–1892)
- Joaquín Rodrigo (1901–1999)
- Eliane Rodrigues (* 1959)
- Manuel Rodrigues Coelho (um 1555–um 1635)
- Valentin Roeser (um 1735–um 1782)
- Roman Rofalski (* 1981)
- Theodor Rogalski (1901–1954)
- Jean Roger-Ducasse (1873–1954)
- Bernard Rogers (1893–1968)
- Lionel Rogg (* 1936)
- Philippe Rogier (1561–1596)
- Jean Rogister (1879–1964)
- Francesco Rognoni (um 1575–nach 1626)
- Riccardo Rognoni (Rognono) (um 1550–um 1620)
- Hugo Röhr (1866–1937)
- Claudio Roieri (18. Jahrhundert)
- Gonzalo Roig (1890–1970)
- Amadeo Roldán (1900–1939)
- Alessandro Rolla (1757–1841)
- Johann Georg Röllig (1710–1790)
- Johan Helmich Roman (1694–1758)
- Andreas Romberg (1767–1821)
- Bernhard Romberg (1767–1841)
- Sigmund Romberg (1887–1951)
- Fausto Romitelli (1963–2004)
- Gennaro Romanelli (um 1700–um 1750)
- José Rolón (1876–1945)
- Ludovico Roncalli (1654–1713)
- Matthias Ronnefeld (1959–1986)
- Peter Ronnefeld (1935–1965)
- Robert de Roos (1907–1976)
- Cyril Rootham (1875–1938)
- Joseph Guy Ropartz (1864–1955)
- Cipriano de Rore (1516–1565)
- Ned Rorem (1923–2022)
- Ney Rosauro (* 1952)
- Daniel Roseingrave (um 1655–1727)
- Thomas Roseingrave (1688–1766)
- Lars-Erik Rosell (1944–2005)
- Hilding Rosenberg (1892–1985)
- Gerhard Rosenfeld (1931–2003)
- Aemilian Rosengart (1757–1810)
- Mauricio Rosenmann Taub (1932–2021)
- Johann Rosenmüller (1619–1684)
- Manuel Rosenthal (1904–2003)
- Antonio Rosetti (um 1750–1792)
- Carl Rosier (1640–1725)
- Franz Joseph Rosinack (1748–1823)
- Nikolai Roslawez (1881–1944)
- Arnold Rosner (1945–2013)
- Philip Rosseter (1568–1623)
- Giovan Carlo Rossi (1617–1692)
- Lauro Rossi (1812–1885)
- Luigi Rossi (um 1598–1653)
- Michelangelo Rossi (um 1601–1656)
- Salamone Rossi (um 1570–um 1630)
- Gioacchino Rossini (1792–1868)
- Frédéric van Rossum (* 1939)
- Pál Rózsa (* 1946)
- Andrea Rota (1553–1597)
- Nino Rota (1911–1979)
- Doina Rotaru (* 1951)
- Silvestro Rotondi (1687–1751)
- Hans Rott (1858–1884)
- Heinz Röttger (1909–1977)
- Joey Roukens (* 1982)
- Christopher Rouse (1949–2019)
- Jean-Marie Rousseau (nach 1700–1784)
- Samuel Rousseau (1853–1904)
- Albert Roussel (1869–1937)
- François Roussel (Francesco Roselli) (um 1520–1577)
- Gaspard le Roux (1660–1707)
- Pietro Rovelli (1793–1838)
- Bernhard Rövenstrunck (1920–2010)
- Giovanni Rovetta (1596–1668)
- John Frederick Rowbotham (1854–1925)
- Joseph-Nicolas-Pancrace Royer (1703–1755)
- Nicolas Roze (1745–1819)
- José Rozo Contreras (1894–1976)
- Miklós Rózsa (1907–1995)
- Jacek Hyacinthus Różycki (um 1630–um 1704)

## Ru
- Rainer Rubbert (* 1957)
- Edmund Rubbra (1901–1986)
- Bonaventura Rubino (1643–1668)
- Anton Rubinstein (1829–1894)
- Nikolai Rubinstein (1835–1881)
- Poul Ruders (* 1949)
- Dane Rudhyar (1895–1985)
- Bert Rudolf (1905–1992)
- Pierre de la Rue (* um 1460; † 1518)
- Vincenzo Ruffo (* um 1510; † 1587)
- Johann Rufinatscha (1812–1893)
- Filippo Ruge (um 1725 bis nach 1767)
- Alfredo Rugeles (* 1949)
- Giovanni Maria Ruggieri (1665-um 1725)
- Carl Ruggles (1876–1971)
- Johann Friedrich Ruhe (1699–1776)
- Marius Ruhland (* 1975)
- Pedro Ruimonte (1565–1625)
- Federico Ruiz (* 1948)
- Lucas Ruiz de Ribayaz (1626–1667)
- Joseph Ruiz Samaniego (vor 1600–1670)
- Siegfried Rundel (1940–2009)
- Paul Ernst Ruppel (1913–2006)
- Giovanni Marco Rutini (1723–1797)
- John Rutter (* 1945)
- Timo Ruttkamp (* 1980)
- Giulio de Ruvo (um 1700)
- Peter Ruzicka (* 1948)
- Rudolf Růžička (1941–2022)
- József Ruzitska (* 1775; † nach 1823)

## Ry
- Joseph Ryelandt (1870–1965)
- Jakub Kryštof Rybnický (1583–1639)
- Alexander Rybak (1986)

## Rz
- Frederic Rzewski (1938–2021)